# Romário
Romário de Souza Faria (* 29. Januar 1966 in Rio de Janeiro) ist ein brasilianischer Politiker und Fußballspieler sowie ehemaliger Fußballtrainer, der zu den bekanntesten Stürmern der Welt gehörte.
1994 wurde Romário Weltmeister und im gleichen Jahr zum FIFA-Weltfußballer des Jahres gewählt. Er wurde 2004 in die FIFA 100 Liste der 125 besten lebenden Fußballspieler aufgenommen. 
Im Oktober 2010 wurde er für die Partido Socialista Brasileiro (PSB) des Staates Rio de Janeiro in die Legislaturperiode 2011 bis 2015 der Abgeordnetenkammer des brasilianischen Nationalkongresses gewählt. Seit Februar 2015 vertritt er seinen Heimatstaat als einer von drei Senatoren im Bundessenat Brasiliens. Seit 2021 ist er Mitglied der konservativen Partido Liberal und war von Februar 2021 bis Februar 2023 Zweiter Vizepräsident des Senats. Kurz nach seinem Übertritt zu den Liberalen erklärte er seine Unterstützung für den rechtsgerichteten Präsidenten Jair Bolsonaro und verdammte gleichzeitig die vorangegangene Regierung von Präsident Lula.
Im November 2023 wurde er zum Präsidenten des Traditionsvereines America FC aus Rio de Janeiro, bei dem er 2009 seine Spielerlaufbahn beendete, gewählt. Er wird das Amt im Januar 2024 antreten.

## Karriere in Vereinen
Romário de Souza Faria stammt aus ärmlichen Verhältnissen und wuchs in Jacarezinho, einer Favela im Norden der Millionenstadt Rio de Janeiro, auf. Mit 13 Jahren trat er in die Jugendmannschaft des Olaria AC ein, bevor er 1981 zum CR Vasco da Gama wechselte. Aufgrund seiner geringen Körpergröße erhielt Romário den Spitznamen „Baixinho“ (der Kurze). 1985 rückte Romário zum Profispieler auf und konnte an der Seite der Vereinslegende Roberto Dinamite mit Vasco da Gama zweimal die Staatsmeisterschaft von Rio de Janeiro gewinnen (1987 und 1988). 

### PSV Eindhoven

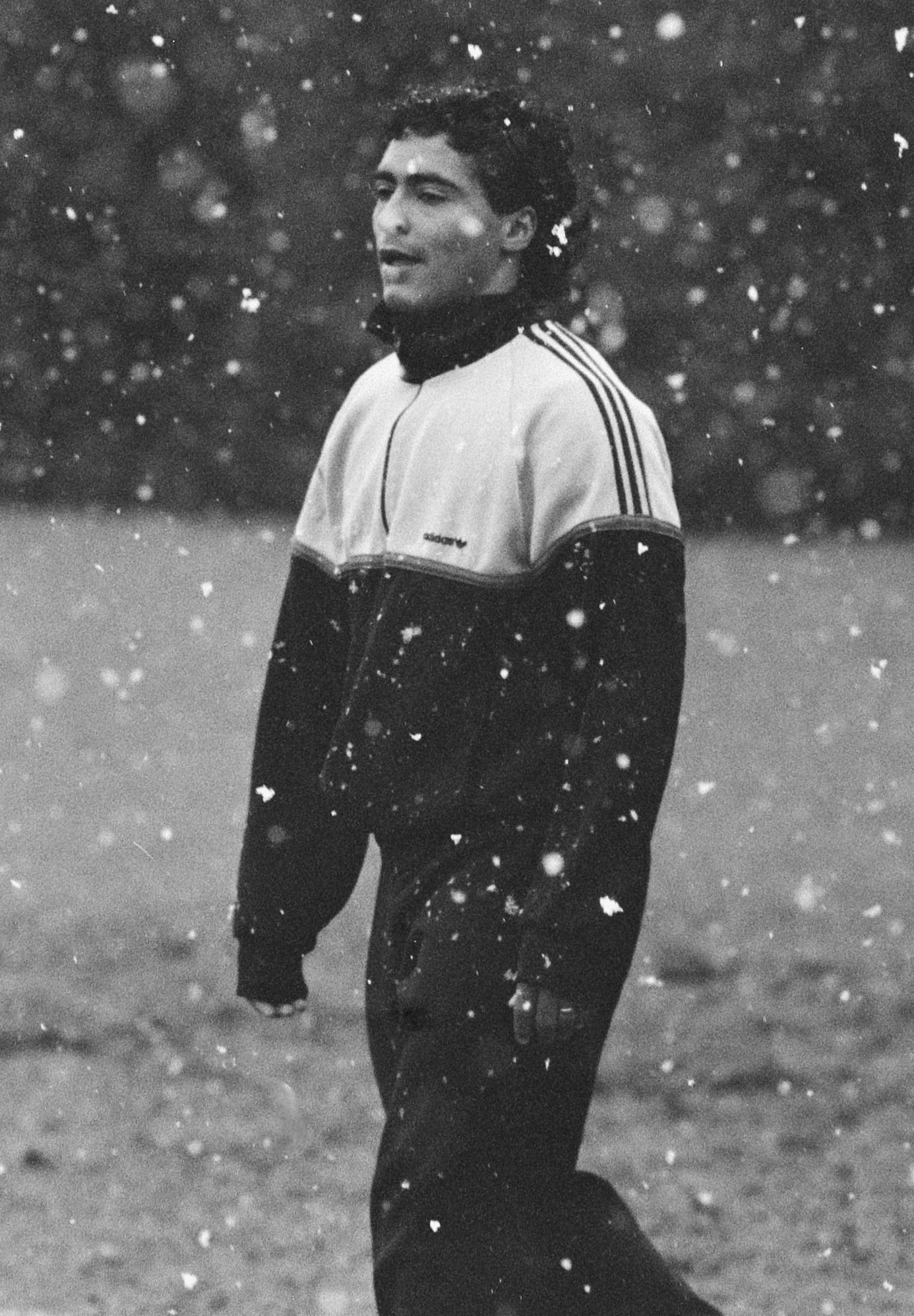
Romário bei der PSV Eindhoven (1989)

Im Oktober 1988 wechselte Romário in die niederländische Eredivisie zum Spitzenklub PSV Eindhoven. Sein Trainer war Guus Hiddink, der den Neuzugang als „den interessantesten Spieler, mit dem ich je zusammenarbeitete“ bezeichnete und vor allem dessen enorme Präsenz und Nervenstärke in wichtigen Spielen lobte. Romário entwickelte sich zu einem der torgefährlichsten Mittelstürmer Europas, der in fünf Jahren insgesamt 128 Pflichtspieltore für seinen Klub erzielte. Mit Eindhoven gewann er 1988/89, 1990/91 sowie 1991/92 die niederländische Meisterschaft und zweimal den KNVB-Pokal (1989, 1990). Romário erhielt 1989 die Auszeichnung als bester Spieler der Liga und wurde dreimal in Folge Torschützenkönig. Ebenso war Romário mit 6 bzw. 7 Treffern Torschützenkönig im Europapokal der Landesmeister (1990) und der Champions League (1993). Durch sein ausschweifendes Nachtleben und eine ausgesprochene Trainingsfaulheit geriet der eigenwillige Romário regelmäßig mit Hiddinks Nachfolger, Bobby Robson, aneinander.

### FC Barcelona
1993 wechselte Romário für eine Ablösesumme von 400 Millionen Peseten (umgerechnet 6 Millionen US-Dollar) zum FC Barcelona nach Spanien. Gemeinsam mit Spielern wie Christo Stoitschkow, Michael Laudrup und José Mari Bakero bildete er die viel beachtete Offensive der Blaugrana. Romário präsentierte sich in überragender Form und wurde mit 30 Toren in 33 Spielen auf Anhieb spanischer Torschützenkönig (Pichichi-Trophäe). Damit hatte er großen Anteil am Gewinn der Meisterschaft 1993/94 und Trainer Johan Cruyff charakterisierte ihn als „Genie des Strafraums.“ Beim El Clásico gegen Real Madrid erzielte Romário in einer denkwürdigen Partie einen Hattrick und bereitete den Treffer zum 5:0-Endstand vor. International erreichte der FC Barcelona mit Romário zudem das Champions-League-Finale, unterlag jedoch dem AC Mailand überraschend mit 0:4. Nach seinen Leistungen im Verein und dem Gewinn des WM-Titels erhielt Romário die Auszeichnung als FIFA-Weltfußballer des Jahres 1994 sowie als Weltsportler.

### Zwischen Flamengo und Valencia
Im Januar 1995 kehrte Romário nach Brasilien zurück und wechselte zunächst auf Leihbasis zum CR Flamengo nach Rio de Janeiro. Dort bildete er zusammen mit Edmundo und Sávio ein Angriffstrio, das von der Lokalpresse euphorisch als „bester Sturm der Welt“ bezeichnet wurde. 1996 gewann Flamengo die brasilianische Meisterschaft. 1996/97 und 1997/98 war Romário auf Leihbasis für den FC Valencia tätig; zuerst auf Betreiben des Trainers Jorge Valdano engagiert, geriet er mit dessen Nachfolger Claudio Ranieri aneinander und wechselte danach erneut zu Flamengo. Dort wurde er 1999 nach einem Eklat aufgrund seines Lebenswandels von Klubchef Edmundo Santos Silva entlassen.
Ab 2000 spielte Romário wieder für Vasco da Gama und gewann mit dem Klub die Copa Mercosur und den brasilianischen Meistertitel. 2000 wurde er auch zu Südamerikas Fußballer des Jahres gewählt, zudem ehrte man ihn mit dem Bola de Ouro, der Auszeichnung für den brasilianischen Spieler des Jahres. 2001 verteidigte er seinen Titel als Topscorer der brasilianischen Liga, Vasco da Gama konnte jedoch nicht an die Erfolge anknüpfen. Von 2002 bis 2004 war er für Fluminense FC aktiv. Unterbrochen war diese Zeit durch ein kurzes Engagement bei Al-Sadd in Katar, das bereits nach zehn Wochen im April 2003 mit vorzeitiger Vertragsbeendigung endete.
Im Oktober 2004 wurde der bekannt temperamentvolle Romário nach einem Streit mit dem Trainer von Fluminense entlassen und kehrte daraufhin zu CR Vasco da Gama zurück. In der Saison 2005 erzielte der fast 40-jährige Romário 22 Treffer für Vasco und wurde damit Torschützenkönig in der brasilianischen Liga; dabei war Romário vor Beginn der Saison von kritischen Stimmen in den Medien noch das Karriereende nahegelegt worden.

### USA und Australien
Ende März 2006 wechselte er zum US-Klub Miami FC, der sich im Eigentum der brasilianischen Firma Traffic Sports befindet und am Spielbetrieb der USL First Division teilnahm. Ende September unterschrieb er einen Vertrag für vier Spiele beim australischen A-League-Verein Adelaide United.

### Zum vierten Mal Vasco da Gama
Ab Januar 2007 stand er wieder bei Vasco da Gama unter Vertrag. Allerdings erhielt er zuerst von der FIFA keine Spielerlaubnis, da ein Spieler laut FIFA-Reglement in einer Saison nur für maximal zwei Klubs im Einsatz sein darf. Vasco wäre, nach Miami FC und Adelaide United, bereits das dritte Team gewesen. Später lenkte die FIFA jedoch ein, weil sich die Saison in Brasilien nicht am europäischen Spielkalender orientiert.
Am 20. Mai 2007 gelang Romário gegen Sport Recife sein 1000. Tor seiner Fußballkarriere, eine Leistung, die vor ihm nur seine beiden Landsmänner Pelé und Arthur Friedenreich sowie Gerd Müller und Franz Binder vollbracht hatten. Beim 3:1-Sieg seiner Mannschaft über Sport Recife traf Romário per Strafstoß in der 48. Minute zum zwischenzeitlichen 3:0. Das Spiel wurde danach für über 20 Minuten unterbrochen, um Romarios vielbeachtete Leistung feiern zu können. Die Torzählungen Romários wurden von der FIFA allerdings nicht anerkannt, denn Romário zählte auch 98 Tore aus der Jugendzeit und Tore bei Benefiz-Spielen mit, 902 Treffer fielen bis zu diesem Zeitpunkt in offiziellen Spielen inklusive Freundschaftspartien. Dennoch gratulierte die FIFA Romário zu seiner Errungenschaft.
Im Oktober 2007 wurde Romário im Alter von 41 Jahren positiv auf Finasterid getestet. Nach eigenen Aussagen benutzte er einige Monate lang ein Mittel gegen Haarausfall, das den verbotenen Wirkstoff beinhaltete. Im Februar 2008 gab Romário bekannt, seine aktive Laufbahn am 30. März 2008 zu beenden. Da er wegen der Einnahme des Haarwuchsmittels bis Mitte April 2008 gesperrt war, absolvierte er kein Spiel mehr. Anfang Februar 2008 trat Romário als Spielertrainer von Vasco da Gama nach einem Streit mit dem Klubbesitzer Eurico Miranda zurück. Am 14. Februar 2008 wurde seine Sperre durch eine Kommission wieder aufgehoben, die zum Schluss kam, dass Romário des Dopings nicht schuldig sei. Am 15. April 2008 gab Romário jedoch bekannt: „Es ist endgültig: Ich werde nicht mehr spielen! Ich habe aufgehört. Es hat immer eine Menge Spaß gemacht.“ Als Grund für seinen Rücktritt gab er mangelnde Fitness an, da er während der Sperre nicht trainierte.

### Funktionär beim America FC
Nach seiner aktiven Karriere begann Romário, für den unterklassigen Verein America FC (RJ) als Botschafter auf Sponsoren- und Partnersuche zu gehen. Amerika FC spielt gegenwärtig in der zweiten Liga der Regionalmeisterschaft von Rio de Janeiro. Am 13. August 2009 kündigte der mittlerweile 43-jährige Romário ein Comeback als Spieler an: „Ich werde in ein, zwei offiziellen Spielen auflaufen, um den Traum meines Vaters zu erfüllen.“ Romários Vater Edevair war zeitlebens ein Fan des Klubs gewesen. Am 25. November 2009 bestritt er sein Comeback in einem Spiel gegen Artsul, blieb dabei aber ohne Torerfolg. Zudem stellte er seinen ehemaligen Sturmpartner Bebeto als Trainer ein, den er jedoch bald wieder entließ.

## Karriere in der Nationalmannschaft
Für die brasilianische Fußballnationalmannschaft erzielte Romário in 70 Länderspielen 55 Tore; damit ist er hinter Pelé, Ronaldo und Neymar der vierterfolgreichste Torjäger aller Zeiten in der Seleção. Sein Debüt bestritt er am 23. Mai 1987 in Dublin gegen Irland, sein erstes Tor erzielte er fünf Tage später in Helsinki gegen Finnland. Bei den Olympischen Sommerspielen 1988 in Seoul gewann er mit dem Nationalteam die Silbermedaille des Fußballturniers; im Turnierverlauf erzielte er sieben Tore und wurde damit Torschützenkönig des Turniers. 1989 gewann Brasilien die Copa América. Romário traf in den drei Finalspielen gegen jeden Gegner einmal. Hinter Bebeto war er der erfolgreichste brasilianische Torschütze dieses Turniers.

### WM 1990 und nachfolgende Turbulenzen
Bei der Fußball-Weltmeisterschaft 1990 in Italien kam Romário nur auf einen Einsatz (gegen Schottland), da er durch eine Knöchelverletzung gehandicapt anreiste. Zudem hatte er Differenzen mit der sportlichen Leitung, da er, wie einige andere Spieler auch, einen eigenen Physiotherapeuten mit nach Italien nahm. Innerhalb der in Gruppen zerfallenen Mannschaft war Romário wie ein nicht integrierter Fremdkörper. Brasilien gewann alle Vorrundenspiele, trat aber im Vergleich zu den beiden vorherigen Turnieren sehr defensivorientiert auf. Es schied im Achtelfinale gegen den von Diego Maradona angeführten großen Rivalen Argentinien durch ein 0:1 aus. Seine Nominierung zur Copa América 1991 lehnte Romário ab, weil er in der Zeit laut eigener Aussage lieber Urlaub machen wollte. Auch in der Folgezeit sorgte Romário für erhebliche Turbulenzen in der Seleção. Ende 1992 wurde er zu einem Freundschaftsspiel gegen Deutschland in Porto Alegre berufen. Der neue Trainer Carlos Alberto Parreira ließ ihn dabei auf der Ersatzbank. Romário äußerte hinterher öffentlich seine Unzufriedenheit und meinte, er wäre gar nicht erst aus den Niederlanden angereist, wenn er vorher gewusst hätte, dass er gar nicht spielen würde.

### Weltmeister 1994
Zeitweise wurde er danach von Parreira ignoriert und in den ersten sieben Qualifikationsspielen für die Fußball-Weltmeisterschaft 1994 in den USA gar nicht eingesetzt; stattdessen bildeten der Altstar Careca und Bebeto das bevorzugte Sturmduo der Seleção. Die Seleção verlor in dieser Phase ihr erstes WM-Qualifikationsspiel überhaupt und Parreira geriet aufgrund der enttäuschenden Leistungen zunehmend unter öffentlichen Druck.
Beim entscheidenden Qualifikationsspiel gegen Uruguay im September 1993 wurde Romário auf den immensen Druck von Fans und Medien hin von Parreira wieder in die Seleção berufen. Vor 100.000 Zuschauern im Maracanã zeigte Romário eine herausragende Leistung und schoss beide Tore zum 2:0-Endstand. Danach garantierte er öffentlich den Titelgewinn Brasiliens bei der anstehenden WM. In den drei Testspielen vor der WM schoss er fünf Tore und Parreira verkündete „Wir können Weltmeister werden, wenn Gott und Romário es wollen“.
Romário hatte den erwarteten entscheidenden Anteil am brasilianischen Sieg bei der WM 1994, bei der er auch zum besten Spieler des Turniers (Goldener Ball) gewählt wurde. In einem sehr nüchtern und kontrolliert auftretendem Team stach er als der einzige „Künstler“ am Ball heraus. Er schoss fünf Tore und verwandelte einen Elfmeter beim Elfmeterschießen im Finale gegen ein von Roberto Baggio geführtes, strikt defensiv agierendes Italien. Romários Sturmpartner bei der WM war Bebeto, für den er im Turnierverlauf auch als Vorbereiter glänzte. Im selben Jahr wurde er zum Weltfußballer gewählt, nachdem er im Vorjahr den zweiten Platz belegt hatte. Johan Cruyff äußerte zu Romários dominanter Rolle im Turnier, es gebe für ihn keinerlei Zweifel, dass Brasilien nicht Weltmeister geworden wäre, hätte Romário nicht gespielt.
Nach der WM avancierte der junge Ronaldo sukzessive zum Sturmpartner Romários in der Seleção; bei der Endrunde in den USA war er der Zimmergefährte Romários gewesen, hatte aber keinen Einsatz im Turnier. Beim Finale des Konföderationen-Pokal 1997 in Riad schossen beide je drei Tore zum 6:0-Endergebnis. Romário selbst wurde mit sieben Treffern aus fünf Begegnungen der Torschützenkönig des Turniers und erhielt dafür den Goldenen Schuh; außerdem wurde er mit dem „Silbernen Ball“ geehrt, während der Goldene Ball an seinen Mitspieler Denílson ging.

### Abreise vor Beginn der WM 1998 und danach
Zur Weltmeisterschaft 1998 in Frankreich waren Romario und Ronaldo erneut als das brasilianische Sturmduo vorgesehen, jedoch zog sich Romário vorher eine Muskeldehnung im Training zu. Trotz medizinischer Behandlung zeigten Untersuchungen, dass er nicht mehr rechtzeitig zum Turnierauftakt wieder völlig fit werden würde; zudem bezweifelte die sportliche Führung, ob Romário in der Vorrunde trotz der Schmerzen spielen könnte. Er selbst versicherte dies, doch musste er dennoch gegen seinen Willen zu Turnierbeginn abreisen, während Bebeto nachrückte und seinen Stammplatz einnahm. Danach begann er mit Trainer Mário Zagallo und dessen Assistenten Zico einen öffentlich ausgetragenen Kleinkrieg. Zu Zagallo hatte er ohnehin seit langem ein angespanntes Verhältnis, da dieser ihm in seiner damaligen Funktion als Assistent von Trainer Carlos Alberto Parreira beim Freundschaftsspiel gegen Deutschland im Jahre 1992 seine geliebte Trikotnummer 11 verweigert hatte. Vor allem Zico gab er die Schuld an seinem erzwungenen Ausschluss und verunglimpfte ihn in seinem eigenen Café do Gol durch eine Zeichnung auf dem Toiletten-Bereich, was dieser mit einer Klage beantwortete. Auch mit Pelé trug er in der Folge einen erneuten medialen Schlagabtausch aus; dieser hatte über die Jahre mehrfach seinen Lebenswandel als unprofessionell kritisiert. Zwei Tage nach dem brasilianischen Viertelfinalsieg gegen Dänemark war Romário bereits mit seinem Verein Flamengo wieder aktiv und schoss dabei auch ein Tor gegen SC Internacional. Brasilien kam bis ins Finale, das gegen Frankreich klar mit 0:3 verloren ging, nachdem Ronaldo während des ganzen Spiels eine völlig desolate Leistung gezeigt hatte. Besonders in diesem Finale wurden Romários Führungsqualitäten schmerzlich vermisst. Romarios Ersatzmann Bebeto hatte während des gesamten Turnierverlaufs enttäuscht und vermochte nicht zu überzeugen.
Vom neuen Trainer Vanderlei Luxemburgo wurde Romário in der Folge wiederum nicht berücksichtigt. 2001 weigerte sich Romário an der Copa America teilzunehmen, um eine Augenoperation durchzuführen, spielte dann jedoch stattdessen einige Freundschaftsspiele mit seinem Verein Vasco da Gama in Mexiko, was zu einer Auseinandersetzung mit Luiz Felipe Scolari führte, der zwischenzeitlich als Trainer das Amt von Luxemburgo übernommen hatte. Vor der Fußball-Weltmeisterschaft 2002 sorgte der mittlerweile 36-jährige Romário mit sehr guten Leistungen im Verein (in der ersten Jahreshälfte 2002 schoss er 26 Tore für Vasco da Gama) dafür, dass Fans, Medien und auch Staatspräsident Fernando Henrique Cardoso nun vehement seine Nominierung für die Seleção forderten. Diese war in der WM-Qualifikation enttäuschend aufgetreten und hatte sich am Ende nur als drittplatzierte Mannschaft in der südamerikanischen Qualifikationsgruppe qualifiziert. Luiz Felipe Scolari verweigerte dies nun jedoch. Als Begründung gab er Rómarios frühere Undiszipliniertheiten an und dass er nicht in seine Spielphilosophie passe. Er reiste ohne ihn nach Japan und Südkorea, wo Brasilien seinen fünften Titel errang. Romários Nichtberücksichtigung galt als symbolisch für den Abschied Brasiliens vom ‚schönen Spiel‘ vergangener Jahrzehnte.
Am 27. April 2005 bestritt er (knapp vier Jahre nach seinem vorletzten Länderspiel) sein Abschiedsspiel, in dem er ein Tor zum 3:0 gegen Guatemala beisteuerte.

## Erfolge

### Verein
- Niederländischer Pokal (2): 1989, 1990
- Niederländische Meisterschaft (3): 1989, 1991, 1992
- Spanische Meisterschaft (1): 1994
- Copa Mercosur (2): 1999, 2000
- Campeonato Brasileiro Série A: 2000

### Nationalmannschaft
- Olympische Spiele: 2. Platz 1988
- Weltmeister (1): 1994
- Copa América (2): 1989, 1997
- Konföderationen-Pokal (1): 1997
- FIFA-Beachsoccer-Weltmeisterschaft: 3. Platz 2005

## Auszeichnungen
- Fußballer des Jahres der Ehrendivision: 1989
- FIFA-Weltfußballer des Jahres: 1994
- Weltsportler des Jahres (L’Équipe) 1994
- Bester südamerikanischer Spieler in Spanien (EFE trophy): 1994
- Bester Spieler der WM: 1994
- All-Star-Team der WM: 1994
- Onze d’or: 1994
- Südamerikas Fußballer des Jahres: 2000
- Bola de Ouro: 2000
- FIFA 100
- Torschützenkönig:
  - Beim Campeonato Carioca: 1986, 1987, 1996, 1997, 1998, 1999, 2000
  - Beim Torneio Rio-São Paulo: 1997, 2000
  - Beim Copa do Brasil: 1998, 1999
  - In der brasilianischen Série A: 2001, 2005
  - Bei den Olympischen Spielen: 1988
  - In den Niederlanden: 1989, 1990, 1991
  - Beim KNVB-Pokal: 1989, 1990
  - UEFA Champions League: 1990, 1993
  - In Spanien: 1994
  - Bronzener Schuh der WM: 1994
  - Beim Konföderationen-Pokal: 1997

## Saisonstatistik
| Verein              | Liga               | Saison  | Liga   | Liga | Nat. Pokal | Nat. Pokal | Int. Pokal | Int. Pokal | Regional | Regional | Andere | Andere | Gesamt | Gesamt |
| Verein              | Liga               | Saison  | Spiele | Tore | Spiele     | Tore       | Spiele     | Tore       | Spiele   | Tore     | Spiele | Tore   | Spiele | Tore   |
| ------------------- | ------------------ | ------- | ------ | ---- | ---------- | ---------- | ---------- | ---------- | -------- | -------- | ------ | ------ | ------ | ------ |
| CR Vasco da Gama    | Série A            | 1985    | 7      | 0    | -          | -          | -          | -          | 21       | 11       | -      | -      | 28     | 11     |
| CR Vasco da Gama    | Série A            | 1986    | 23     | 9    | -          | -          | -          | -          | 25       | 20       | -      | -      | 48     | 29     |
| CR Vasco da Gama    | Série A            | 1987    | 17     | 8    | -          | -          | -          | -          | 24       | 16       | -      | -      | 41     | 24     |
| CR Vasco da Gama    | Série A            | 1988    | 0      | 0    | -          | -          | -          | -          | 24       | 16       | -      | -      | 24     | 16     |
| Gesamt              | Gesamt             | Gesamt  | 47     | 17   | -          | -          | -          | -          | 94       | 63       | -      | -      | 141    | 80     |
| PSV Eindhoven       | Eredivisie         | 1988/89 | 24     | 19   | 3          | 4          | 2          | 2          | -        | -        | 3      | 1      | 32     | 26     |
| PSV Eindhoven       | Eredivisie         | 1989/90 | 20     | 23   | 2          | 2          | 4          | 6          | -        | -        | -      | -      | 26     | 31     |
| PSV Eindhoven       | Eredivisie         | 1990/91 | 25     | 25   | 2          | 6          | 2          | 0          | -        | -        | -      | -      | 29     | 31     |
| PSV Eindhoven       | Eredivisie         | 1991/92 | 14     | 9    | 1          | 0          | 2          | 0          | -        | -        | 1      | 0      | 18     | 9      |
| PSV Eindhoven       | Eredivisie         | 1992/93 | 26     | 22   | 1          | 3          | 9          | 7          | -        | -        | 1      | 0      | 37     | 32     |
| Gesamt              | Gesamt             | Gesamt  | 109    | 98   | 9          | 14         | 19         | 15         | -        | -        | 5      | 1      | 142    | 128    |
| FC Barcelona        | Primera División   | 1993/94 | 33     | 30   | 2          | 0          | 10         | 2          | -        | -        | 2      | 0      | 47     | 32     |
| FC Barcelona        | Primera División   | 1994/95 | 13     | 4    | -          | -          | 5          | 3          | -        | -        | 1      | 0      | 19     | 7      |
| Gesamt              | Gesamt             | Gesamt  | 46     | 34   | 2          | 0          | 15         | 5          | -        | -        | 3      | 0      | 66     | 39     |
| CR Flamengo         | Série A            | 1995    | 16     | 8    | 5          | 1          | 4          | 2          | 21       | 26       | -      | -      | 46     | 37     |
| CR Flamengo         | Série A            | 1996    | 3      | 0    | 5          | 1          | -          | -          | 25       | 30       | -      | -      | 33     | 31     |
| Gesamt              | Gesamt             | Gesamt  | 19     | 8    | 10         | 2          | 4          | 2          | 46       | 56       | -      | -      | 79     | 68     |
| FC Valencia         | Primera División   | 1996/97 | 5      | 4    | -          | -          | -          | -          | -        | -        | -      | -      | 5      | 4      |
| Gesamt              | Gesamt             | Gesamt  | 5      | 4    | -          | -          | -          | -          | -        | -        | -      | -      | 5      | 4      |
| CR Flamengo         | Série A            | 1997    | 4      | 3    | 8          | 7          | -          | -          | 24       | 25       | -      | -      | 36     | 35     |
| Gesamt              | Gesamt             | Gesamt  | 4      | 3    | 8          | 7          | -          | -          | 24       | 25       | -      | -      | 36     | 35     |
| FC Valencia         | Primera División   | 1997/98 | 6      | 1    | 1          | 1          | -          | -          | -        | -        | -      | -      | 7      | 2      |
| Gesamt              | Gesamt             | Gesamt  | 6      | 1    | 1          | 1          | -          | -          | -        | -        | -      | -      | 7      | 2      |
| CR Flamengo         | Série A            | 1998    | 20     | 14   | 4          | 6          | 3          | 4          | 13       | 11       | -      | -      | 40     | 35     |
| CR Flamengo         | Série A            | 1999    | 19     | 12   | 7          | 7          | 7          | 8          | 21       | 19       | -      | -      | 54     | 46     |
| Gesamt              | Gesamt             | Gesamt  | 39     | 26   | 11         | 13         | 10         | 12         | 34       | 30       | -      | -      | 94     | 81     |
| CR Vasco da Gama    | Série A            | 2000    | 27     | 19   | 2          | 1          | 11         | 11         | 27       | 31       | 4      | 3      | 71     | 65     |
| CR Vasco da Gama    | Série A            | 2001    | 19     | 22   | -          | -          | 9          | 5          | 11       | 13       | -      | -      | 39     | 40     |
| CR Vasco da Gama    | Série A            | 2002    | 0      | 0    | 7          | 5          | -          | -          | 5        | 8        | 13     | 13     | 25     | 26     |
| Gesamt              | Gesamt             | Gesamt  | 46     | 41   | 9          | 6          | 20         | 16         | 43       | 52       | 17     | 6      | 135    | 131    |
| Fluminense FC       | Série A            | 2002    | 26     | 16   | -          | -          | -          | -          | -        | -        | -      | -      | 26     | 16     |
| Fluminense FC       | Série A            | 2003    | 0      | 0    | -          | -          | -          | -          | 4        | 5        | -      | -      | 4      | 5      |
| Gesamt              | Gesamt             | Gesamt  | 26     | 16   | -          | -          | -          | -          | 4        | 5        | -      | -      | 30     | 21     |
| al-Sadd Sports Club | Qatar Stars League | 2003    | 3      | 0    | -          | -          | -          | -          | -        | -        | -      | -      | 3      | 0      |
| Gesamt              | Gesamt             | Gesamt  | 3      | 0    | -          | -          | -          | -          | -        | -        | -      | -      | 3      | 0      |
| Fluminense FC       | Série A            | 2003    | 21     | 13   | -          | -          | -          | -          | -        | -        | -      | -      | 21     | 13     |
| Fluminense FC       | Série A            | 2004    | 13     | 5    | 2          | 2          | -          | -          | 9        | 6        | -      | -      | 24     | 13     |
| Gesamt              | Gesamt             | Gesamt  | 34     | 18   | 2          | 2          | -          | -          | 9        | 6        | -      | -      | 45     | 26     |
| CR Vasco da Gama    | Série A            | 2005    | 32     | 24   | 2          | 1          | -          | -          | 10       | 7        | -      | -      | 44     | 32     |
| CR Vasco da Gama    | Série A            | 2006    | 0      | 0    | 1          | 3          | -          | -          | 10       | 6        | -      | -      | 11     | 9      |
| Gesamt              | Gesamt             | Gesamt  | 32     | 24   | 3          | 4          | -          | -          | 20       | 13       | -      | -      | 55     | 41     |
| Miami FC            | USL First Division | 2006    | 25     | 19   | 1          | 0          | -          | -          | -        | -        | -      | -      | 26     | 19     |
| Gesamt              | Gesamt             | Gesamt  | 25     | 19   | 1          | 0          | -          | -          | -        | -        | -      | -      | 26     | 19     |
| Adelaide United     | A-League           | 2006    | 4      | 1    | -          | -          | -          | -          | -        | -        | -      | -      | 4      | 1      |
| Gesamt              | Gesamt             | Gesamt  | 4      | 1    | -          | -          | -          | -          | -        | -        | -      | -      | 4      | 1      |
| CR Vasco da Gama    | Série A            | 2007    | 6      | 3    | 3          | 2          | 1          | 0          | 9        | 10       | -      | -      | 19     | 15     |
| Gesamt              | Gesamt             | Gesamt  | 6      | 3    | 3          | 2          | 1          | 0          | 9        | 10       | -      | -      | 19     | 15     |

## Footvolley und Beachsoccer
Romário, der ein enthusiastischer Footvolley- und Beachsoccer-Spieler seit den 1990er Jahren ist, spielte bereits bei mehreren Turnieren. Bei der FIFA-Beachsoccer-Weltmeisterschaft 2005 war er einer der Repräsentanten Brasiliens.

## Privates
Im privaten Leben ist der streitlustige Romário für seinen exzessiven Lebenswandel bekannt, der ihm in der Nationalmannschaft und bei diversen Vereinen wie Barcelona, Flamengo und Fluminense immer wieder Probleme einbrachte.
Romário hat zwei Kinder aus seiner ersten Ehe und ein Kind aus seiner zweiten Ehe. Aus seiner dritten Ehe hat er eine Tochter, die mit Down-Syndrom geboren wurde. Im Jahr 2001 wurde Romários Vater Edevair entführt, kam aber wenig später unter ungeklärten Umständen wieder frei. Am 4. Mai 2010 unterzeichnete Romários 16-jähriger Sohn Romárinho einen Profivertrag bei Vasco da Gama.
Im Jahr 2005 sorgte er für Aufsehen, als er an einem Fußballspiel teilnahm, bei dem auch ein bekannter brasilianischer Drogenboss mitspielte.
Seit Oktober 2014 ist Romario mit der Pop-Sängerin Dixie Pratt liiert.

## Politische Karriere
Romário bekundete in Interviews wiederholt sein Interesse, später einmal in die Politik zu gehen. 2009 machte er diese Ankündigung wahr und trat in Partido Socialista Brasileiro ein, für die er 2010 in Rio de Janeiro zum Kongressabgeordneten gewählt wurde. 
Nachdem er im Juni 2016 seine Kandidatur für das Amt des Bürgermeisters von Rio de Janeiro bekanntgegeben hatte, zog er diese Ende Juli aus persönlichen Gründen wieder zurück.